# Temperatura di Néel
La temperatura di Néel, TN, è la temperatura al di sopra della quale un materiale antiferromagnetico diventa paramagnetico: vale a dire la temperatura a cui l'ordinamento macroscopico dei domini magnetici cristallini nel materiale viene distrutto.
La temperatura di Néel per i materiali antiferromagnetici è analoga alla temperatura di Curie, TC, per i materiali ferromagnetici. Deve il suo nome allo scopritore, Louis Eugène Félix Néel, che per i suoi lavori su questo argomento ricevette il premio Nobel 1970 per la Fisica.
Di seguito le temperature di Néel di alcune sostanze:
| Sostanza                           | temperatura di Néel, in Kelvin |
| ---------------------------------- | ------------------------------ |
| Monossido di manganese (MnO)       | 116                            |
| Solfuro di manganese(II) (MnS)     | 160                            |
| Tellururo di manganese (II) (MnTe) | 307                            |
| Fluoruro manganoso (MnF2)          | 67                             |
| Fluoruro di ferro(II) (FeF2)       | 79                             |
| Cloruro ferroso (FeCl2)            | 24                             |
| Ioduro ferroso (FeI2)              | 9                              |
| Ossido ferroso (FeO)               | 198                            |
| Ossicloruro di ferro (FeOCl)       | 80                             |
| Fosgene (CoCl2)                    | 25                             |
| Ioduro di cobalto(II) (CoI2)       | 12                             |
| Monossido di cobalto (CoO)         | 291                            |
| Cloruro di nichel (NiCl2)          | 50                             |
| Ioduro di nichel(II) (NiI2)        | 75                             |
| Ossido di nichel (NiO)             | 525                            |
| Cromo (Cr)                         | 308                            |